# Palaeopsychops douglasae
Palaeopsychops douglasae  (лат.) — ископаемый вид сетчатокрылых насекомых рода Palaeopsychops из семейства Итониды. Обнаружен в эоценовых отложениях Канады (Quilchena, British Columbia, Canada, Coldwater Beds Formation, Okanagan Highlands, Канада, около 50 млн лет).
Размер заднего крыла — 42,0×19,0 мм.
Вид Palaeopsychops douglasae был впервые описан в 2006 году  американским палеоэнтомологом С. Б. Арчибальдом (S. B. Archibald; Department of Organismic and Evolutionary Biology, Harvard University, Museum of Comparative Zoology, Cambridge, США) и российским энтомологом В. Н. Макаркиным (Биолого-почвенный институт ДВО РАН, Владивосток, Россия) вместе с таксонами Palaeopsychops quadratus, Palaeopsychops setosus, Palaeopsychops marringerae, Palaeopsychops timmi, Polystoechotites lewisi, Polystoechotites barksdalae, Polystoechotites falcatus и другими новыми ископаемыми видами. Видовое название P. douglasae дано в честь коллектора типового экземпляра Шейлы Дуглас (Sheila Douglas) за её вклад а палеоэнтомологию. 
Таксон Palaeopsychops douglasae включён в состав рода Palaeopsychops Andersen 2001. Сестринские таксоны: P. abruptus, P. angustifasciatus, P. dodgeorum, P. latifasciatus, P. maculatus, P. marringerae, P. quadratus, P. setosus, P. timmi.